# Erzinjane (província)
Erzinjane ou Erzincã (em turco: Erzincan) é uma província (iller) do centro-leste da Turquia, situada na região (bölge) da Anatólia Oriental (em turco: Doğu Anadolu Bölgesi), com capital na cidade homónima. Tem 11 815 km² de área e em dezembro de 2021 tinha 237 351 habitantes (densidade: 20,1 hab./km²).